# Saadia Bentaïeb
Saadia Bentaïeb est une actrice de théâtre et de cinéma active en France à partir des années 1990.
Après plusieurs décennies d'activité au théâtre, notamment en tant que cofondatrice de la compagnie Louis Brouillard, elle se fait remarquer au cinéma dans les années 2010 en obtenant des rôles secondaires dans des films très bien reçus par la critique tels que Jusqu'à la garde (2017), 120 Battements par minute (2017), Le Règne animal (2023) et Anatomie d'une chute (2023).

## Biographie

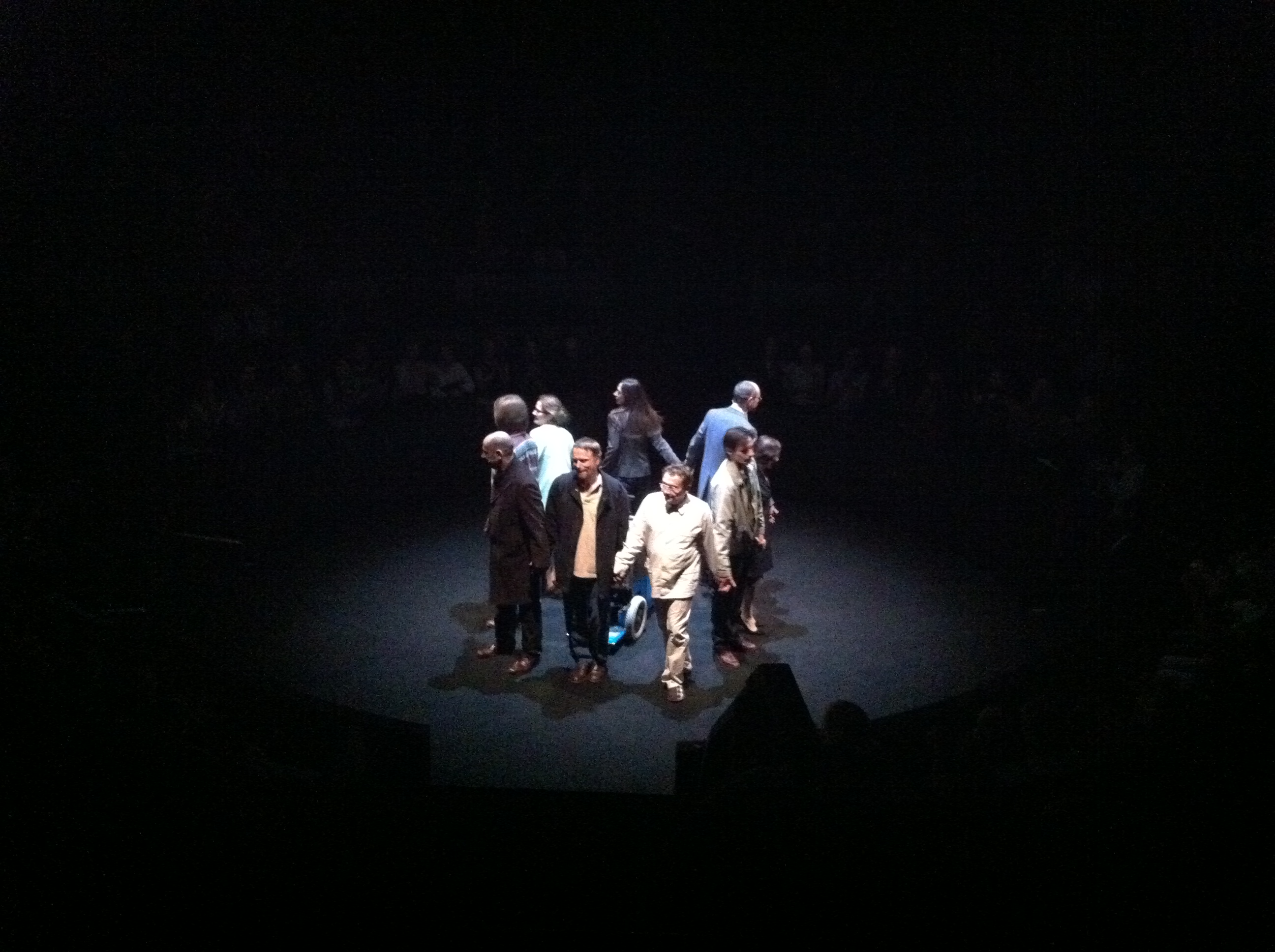
En 2015, Saadia Bentaïeb (tout à droite) saluant lors d'une représentation de Ma chambre froide de Joël Pommerat au Théâtre de l'Odéon.

Saadia Bentaïeb commence à étudier le théâtre à l'âge de vingt-deux ans, lorsqu'une erreur d'adresse la mène vers un cours de théâtre. À vingt-neuf ans, elle s'intéresse à la mise en scène auprès de Joël Pommerat, avec qui elle cofonde dans les années 1990 la compagnie Louis Brouillard. Pendant les deux décennies suivantes, elle interprète régulièrement des rôles tenant du registre de l'intime avec la compagnie, dans des pièces comme Le Petit Chaperon Rouge, Les Marchands, et La Réunification des deux Corées.
Après avoir tenu le rôle d'une députée radicale à l'époque de la Révolution française dans Ça ira (1), Fin de Louis, en 2015, Saadia Bentaïeb commence à recevoir des propositions de petits rôles au cinéma. Elle s'y fait alors remarquer en apparaissant dans des rôles secondaires voire brefs, notamment dans plusieurs des films très bien reçus par la critique, tels que Jusqu'à la garde (2017), 120 Battements par minute (2017), Le Règne animal (2023) ou encore Anatomie d'une chute (2023).

## Filmographie

### Cinéma

#### Longs métrages
- 2005 : Cache-cache d'Yves Caumon : Monique
- 2017 : Jusqu'à la garde de Xavier Legrand : la juge
- 2017 : 120 Battements par minute de Robin Campillo : la mère de Sean
- 2017 : D'après une histoire vraie de Roman Polanski : Jeanne
- 2018 : Le Poulain de Mathieu Sapin : la présidente Martineau
- 2019 : Vif-Argent de Stéphane Batut : Kramarz
- 2019 : Zombi Child de Bertrand Bonello : la surintendante du pensionnat
- 2020 : Ghost Tropic de Bas Devos : Khadija
- 2021 : Tromperie d'Arnaud Desplechin : la procureure
- 2021 : Les Magnétiques de Vincent Maël Cardona : Annie
- 2021 : Ils sont vivants de Jérémie Elkaïm : Chantal
- 2021 : Sentinelle sud de Mathieu Gérault : Madame El Khoury
- 2022 : Le Monde après nous de Louda Ben Salah-Cazanas : Fatma El Morchedi
- 2022 : La Page blanche de Murielle Magellan : Mathilde Leroy
- 2022 : La Syndicaliste de Jean-Paul Salomé : la femme de Tirésias
- 2023 : Le Règne animal de Thomas Cailley : Naïma
- 2023 : Normale d'Olivier Babinet : la prof de physique
- 2023 : Here de Bas Devos : Saadia
- 2023 : L'Homme debout de Florence Vignon : Madame Verdier
- 2023 : Anatomie d'une chute de Justine Triet : Maître Nour Boudaoud, avocate de Sandra
- 2023 : Toni, en famille de Nathan Ambrosioni : Madame Audemard
- 2023 : L'Air de la mer rend libre de Nadir Moknèche : Zineb Selmi
- 2024 : Quelques jours pas plus de Julie Navarro : Christine
- 2024 : Première affaire de Victoria Musiedlak : Baya Aït, la mère de Nora
- 2024 : Reine mère de Manèle Labidi : Sabrina
- 2025 : Je le jure de Samuel Theis : Leila Richoux
- 2025 : Fils de de Carlos Abascal Peiró : Marie-Aimée Llamas

#### Courts métrages
- 2016 : John Marr de Camila Beltran : Ruth
- 2018 : Sacré coeur d'Antoine Camard : Caroline, la mère de Daniel
- 2019 : Genève de Louda Ben Salah : la mère
- 2021 : Les Vilains petits canards d'Anton Balekdjian : Sylvia, la mère
- 2021 : Ibiza de Hélène et Marie Rosselet-Ruiz : Myriam
- 2022 : Dylian de Jérémie Dubois
- 2022 : De l'intérieur de Léo Przybylski : Marie
- 2024 : Les Liens du sang de Hakim Atoui (court métrage)

### Télévision
- 2019 : Moi, grosse de Murielle Magellan (téléfilm) : Docteur Claro
- 2021 : Mensonges de Xavier Legrand (mini-série), épisode 2 de Lionel Bailliu : Mireille Delafray
- 2024 : Le Monde n'existe pas d'Erwan le Duc (mini-série) : Janine Tutor

## Théâtre
- 1996 : Présences[1] de Joël Pommerat
- 2004 : Le Petit chaperon rouge de Joël Pommerat : la grand-mère[1]
- 2006 : Cet enfant de Joël Pommerat
- 2006 : Les Marchands[1] de Joël Pommerat
- 2013 : La Réunification des deux Corées de Joël Pommerat : l'épouse[1]
- 2015 : Ça ira (1), Fin de Louis de Joël Pommerat : Madame Lefranc[1]
- 2021 : Les Océanographes d'Emilie Rousset et Louise Hémon
- 2021 : La Belle au bois dormant de Marie Piémontèse et Florent Trochel : la Fée du Mystère
- 2022 : De Bejaïa à Ivry de Claire Diterzi : Tessadite

## Œuvres radiophoniques
- 2024 : La Chute de Lapinville, de Benjamin Abitan, Wladimir Anselme et Laura Fredducci (Arte Radio)[3] : Christiane